# Công quốc Benevento

Công quốc Benevento của người Lombard vào thế kỷ 8.

Công quốc Benevento và sau là Thân vương quốc Benevento là một công quốc của người Lombard nằm ở cực nam nước Ý thời Trung cổ, tập trung vào Benevento, một thành phố trung tâm ở Mezzogiorno. Bị cắt đứt khỏi phần còn lại của Lombard Ý bởi Công quốc Roma của Giáo hoàng, Benevento trên thực tế đã trở thành lãnh địa độc lập đầu tiên. Chỉ trong thời kỳ trị vì của Grimoald I xứ Benevento và các vị vua từ Liutprand thì công quốc có mối quan hệ gắn liền với vương quốc. Tuy nhiên kể từ sau sự sụp đổ của vương quốc một mình lãnh thổ Lombard vẫn là một quốc gia tàn dư, và duy trì nền độc lập trên thực tế chống lại bất cứ sự thách đố nào trong gần ba trăm năm, mặc dù nó đã bị phân chia từ sau năm 849.
Paulus Diaconus có nhắc đến Benevento với tên gọi "Công quốc Samnite" sau khi cư dân Ý cổ đại của xứ này lấy tên của họ đặt cho khu vực Samnium.

## Sáng lập
Chi tiết về việc tạo ra công quốc vẫn còn đang bàn cãi. Theo một số học giả, người Lombard đã có mặt ở miền nam Ý trước khi hoàn tất cuộc chinh phục thung lũng Po: công quốc theo những tài liệu này thì có lẽ được thành lập vào năm 571. Người Lombard có thể đã vào sau đó khoảng năm 590. Dù vậy, công tước đầu tiên được xác nhận là Zotto, lãnh đạo một toán lính xuất thân từ miền duyên hải Campania. Mặc dù độc lập lúc đầu, Zotto cuối cùng phải chịu quy phục chính quyền hoàng gia ở phía bắc. Người kế nhiệm ông là người cháu Arechis và nguyên tắc kế vị cha truyền con nối sẽ theo công quốc Benevento đến cùng.
Những công quốc của người Lombard là một phần của mối liên kết lỏng lẻo của Vương quốc Lombard đều độc lập về cơ bản, dù có gốc gác chung và ngôn ngữ, luật pháp và tôn giáo tương tự như của miền Bắc, cho dù các công tước Benevento có tục lệ lấy vợ xuất thân từ hoàng tộc. Một vùng lãnh thổ bị cắt đứt đã chịu sự trung thành với Roma hay Ravenna khiến các công tước Benevento bị tách ra khỏi các vị vua ở Pavia. Tự trị văn hóa theo cách tự nhiên: một bản thánh ca nghi lễ đặc biệt là thánh ca Benevento đã phát triển trong nhà thờ của Benevento: nó không hoàn toàn bị thay thế bởi bản thánh ca Gregorian cho đến thế kỷ 11. Chữ viết Benevento độc đáo cũng được phát triển để viết tiếng Latinh. Nhà văn thế kỷ 8 Paulus Diaconus đã đến Benevento trong đoàn tùy tùng của một công chúa từ Pavia là cô dâu của công tước. Từng sống ở một trong những tu viện lớn nhất của Benevento là Monte Cassino, tác giả đã viết thành một quyển lịch sử thành Roma và sau đó là bộ lịch sử người Lombard, vốn được coi là nguồn sử liệu chính yếu về lịch sử của công quốc vào lúc ấy.

## Mở rộng
Dưới thời những người kế vị của Zotto, công quốc được mở rộng để chống lại Đế quốc Đông La Mã. Đích thân Arechis xuất phát từ công quốc Friuli đã lần lượt đánh chiếm Capua và Crotone, lại còn cướp phá cả Amalfi thuộc Đông La Mã, nhưng không thể nào chiếm được Napoli. Sau triều đại của ông, Đông La Mã đã bỏ lại miền Nam Ý ngoại trừ Napoli, Amalfi, Gaeta, Sorrento, Calabria, và các thành phố ven biển vùng Puglia (Bari, Brindisi, Otranto, v.v). Năm 662, Công tước Grimoald I (công tước từ sau năm 647), tiến về miền bắc để trợ giúp vua Godepert chống lại người em cũng là vua Perctarit và thay vào đó ông giết luôn cả hai và chiếm Pavia. Là vua của người Lombard, ông đã cố gắng để phục hồi tà thuyết Arian trong đạo Công giáo của vị vua sau này là Aripert I. Tuy nhiên, tà thuyết này đã biến mất ngay cả trong công quốc đều do sự khác biệt giữa thiểu số dân Lombard và cư dân nói tiếng Latinh và Hy Lạp. Năm 663, bản thân thành phố đã bị Đông La Mã vây hãm trong nỗ lực bất thành của Konstans II, hoàng đế cho đổ bộ quân sĩ tại Taranto để khôi phục lại miền nam Ý. Công tước Romuald I đã anh dũng chỉ huy binh sĩ bảo vệ thành phố đến cùng, khiến quân La Mã không tài nào chiếm được, riêng Hoàng đế do lo sợ sự xuất hiện của cha Romuald là vua Grimoald nên đành rút lui về Napoli. Tuy nhiên, Romuald đã kịp thời chặn đứng một phần và đánh tan tác quân đội La Mã tại Forino, giữa Avellino và Salerno. Nhận thấy tình hình chiến sự kéo dài sẽ gây bất lợi nên cả hai bên đồng ý ký hòa ước vào năm 680. 
Trong những thập kỷ sau, Benevento còn chinh phục một số lãnh thổ từ Đông La Mã, nhưng kẻ thù chính của công quốc vẫn là vương quốc Lombard ở miền bắc. Vua Liutprand can thiệp nhiều lần để áp đặt một ứng cử viên do ông chọn lên ngôi công tước. Người kế nhiệm ông là Rachis đã tuyên bố các công quốc Spoleto và Benevento là nơi mà người nước ngoài bị cấm không được đi du lịch mà không có sự cho phép của hoàng gia.

## Tái lập

Nước Ý vào khoảng năm 1000.

Năm 758, vua Desiderius chỉ trong một thời gian ngắn đã chiếm được cả Spoleto và Benevento, nhưng từ cuộc chinh phục vương quốc Lombard của Charlemagne vào năm 774, Arechis II đã cố gắng để khẳng định phẩm giá của hoàng gia và biến Benevento thành một secundum Ticinum tức một Pavia thứ hai (thủ đô Lombard cũ). Thấy rằng điều này là không thực tế và sẽ thu hút sự chú ý của người Frank hướng về mình, ông chọn thay cho danh hiệu Princeps (thân vương). Năm 787, ông bị buộc phải quy phục quyền bá chủ của người Frank qua cuộc vây hãm Salerno của Charlemagne. Vào lúc này, Benevento đã được một nhà viết biên niên sử tôn là Ticinum geminum—một "Pavia sinh đôi". Arechis mở rộng thành phố La Mã, với những dãy tường thành mới bao quanh mở rộng lên mặt đất phía tây nam của thành phố cũ, nơi Arechis cho san bằng các công trình xây dựng cũ để xây hoàng cung mới, sẽ khai triều vẫn có thể theo dõi qua dấu vết tại Piano di Corte của vệ thành. Giống như kẻ thù Đông La Mã của mình, các công tước đã kết nối khu phức hợp cung điện với một nhà thờ quốc gia là Saint Sophia.
Năm 788, thân vương quốc đã bị xâm chiếm bởi quân đội Đông La Mã dưới sự thống lĩnh của con Desiderius là Adelchis, từng sang nương tựa tại triều đình ở Constantinopolis. Tuy nhiên, mọi nỗ lực của ông lại bị con của Arechis là Grimoald III cản trở dù Grimoald chỉ phục tùng người Frank được phần nào. Người Frank đã hỗ trợ đánh lui Adelchis nhưng lại lần lượt xua quân tấn công vùng lãnh thổ của Benevento nhiều lần, thu được những lợi ích nhỏ đặc biệt là việc sáp nhập Chieti vào công quốc Spoleto. Năm 814, Grimoald IV đã thực hiện lời hứa hẹn mơ hồ về việc triều cống và quy thuận Louis Ngoan đạo rồi được nối tiếp bởi người kế nhiệm ông là Sico. Chẳng có cam kết nào được tiếp tục, cùng với quyền lực và ảnh hưởng suy giảm của cá nhân các quốc vương Carolingien đã cho phép công quốc gia tăng quyền tự chủ của riêng mình. 
Các công tước Benevento sử dụng ấn triện để xác nhận hàng đống văn kiện, giống như các vị vua Lombard và nay là những thân vương vẫn tiếp tục sử dụng chúng vào thế kỷ 9. Chúng biểu thị một sự tiếp nối (hay bắt chước) các hình thức chính quyền La Mã, cũng như phổ biến sự biết chữ (hoặc "sự biết đọc biết viết").

## Suy tàn

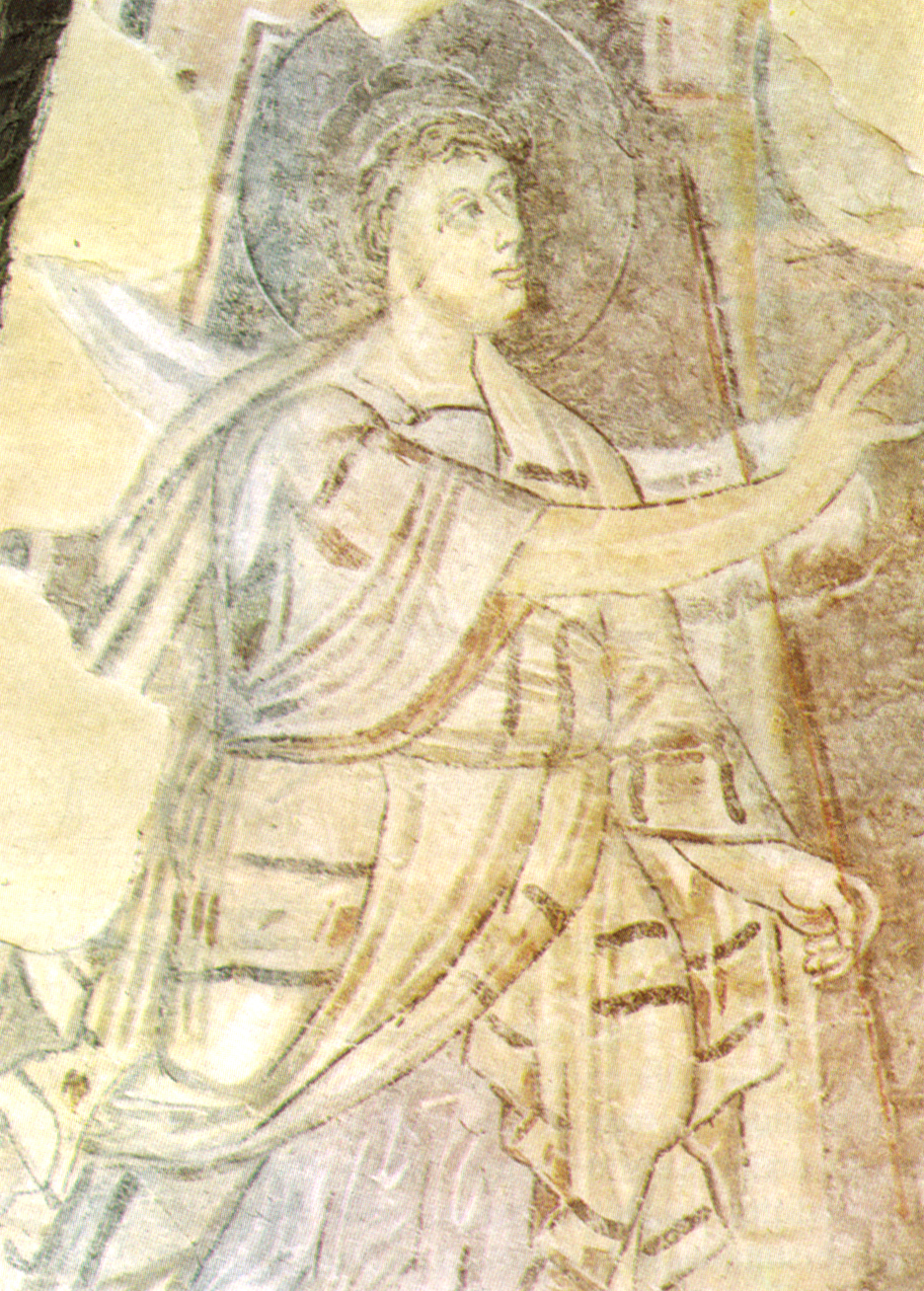
Cáo thị tới Zaccaria, tranh tường trong nhà thờ Santa Sofia (cuối thế kỷ 8-đầu thế kỷ 9)

Mặc dù có sự thù địch không ngừng về chủ quyền của người Frank, vào thế kỷ sau Benevento dần cường thịnh hẳn lên, áp đặt khoản cống nạp lên Napoli và tiến chiếm Amalfi dưới thời Công tước Sicard. Về sau ông bị những kẻ mưu phản giết chết làm bùng lên một cuộc nội chiến. Họ hàng của Sicard là Siconulf tự xưng là thân vương ở Salerno trong khi phái người ám sát Radelchis vừa được tôn làm công tước ở Benevento. Điều này kết thúc với việc phân chia công quốc theo lệnh của Hoàng đế Louis II ra thành hai thân vương quốc riêng biệt: Benevento (với Molise và Apulia phía bắc đến Taranto) và Thân vương quốc Salerno. Một số gastald và bá tước địa phương như ở Capua đã hưởng lợi từ tình hình hỗn loạn và tuyên bố độc lập.
Cuộc khủng hoảng càng trầm trọng thêm bởi sự khởi đầu từ những đợt tàn phá của người Saracen, người Saracen đầu tiên được mời gọi dưới thời Radelchis và sau đó là Siconulf trong cuộc chiến kéo dài cả thập kỷ của họ. Thường xuyên bị các nhà lãnh đạo Kitô giáo thù nghịch xúi giục, người Saracen đã cướp phá Napoli, Salerno và cả Benevento. Thuộc địa Saracen ở miền nam Lazio đã bị loại bỏ duy nhất vào năm 915, sau trận Garigliano. Cùng lúc ấy Đế quốc Đông La Mã đã tái chiếm một phần lớn miền nam nước Ý, bắt đầu từ Bari, mà họ lấy lại từ tay người Saracen vào năm 876, rồi cuối cùng đưa thema của họ đặt dưới quyền strategos thành một Catapanate của Ý vào năm 999, tiếp tục giảm bớt quyền lực đã quá suy yếu của Benevento.
Năm 899, Atenulf I xứ Capua đã xâm chiếm Benevento và thống nhất cả hai công quốc. Ông tuyên bố chúng không thể tách rời và giới thiệu nguyên tắc đồng cai trị, theo đó người con trai sẽ liên hợp với cha chúng, một nguyên tắc đã sớm được Salerno vay mượn. Tuy nhiên, tất cả tiểu quốc Langobardia đều được thống nhất lần cuối cùng dưới thời Công tước Pandulf Đầu sắt, và cũng là thân vương Salerno vào năm 978. Ông đã thành công khi biến Benevento thành một tổng giáo phận vào năm 969. Trước khi qua đời vào tháng 3 năm 981, ông còn được Hoàng đế Otto I ban cho danh hiệu Công tước xứ Spoleto. Thế nhưng ông lại chia nó cho hai người con: Landulf IV nhận Benevento-Capua và Pandulf II nhận Salerno. Ngay sau đó, Benevento đã bị tước đi một lần nữa khi Pandulf, đứa cháu của Đầu sắt nổi loạn đòi một phần thừa kế của riêng mình.
Những thập kỷ đầu tiên của thế kỷ 11 đã chứng kiến Benevento suy yếu dần đến mức lãnh địa còn nhỏ hơn cả những công quốc anh em của nó là Salerno hoặc Capua. Khoảng năm 1000, Benevento vẫn bao gồm 34 quận riêng biệt. Năm 1022, Hoàng đế La Mã Thần thánh Henry II đã xua quân chinh phục cả Capua và Benevento, nhưng đành trở về Đức sau thất bại trong cuộc vây hãm Troia. Người Norman đã đến ở Mezzogiorno trong những năm qua và Benevento, mãi sau mới công nhận quyền bá chủ của Giáo hoàng dù chỉ là một đồng minh nửa vời. Công tước Benevento vẫn có đủ uy tín để cho con trai ông là Atenulf vay mượn tiền bạc để lãnh đạo cuộc nổi dậy của người Norman-Lombard ở Apulia, nhưng Atenulf đã bỏ mặc người Norman và Benevento đánh mất những gì còn lại từ ảnh hưởng đó.
Nhà lãnh đạo vĩ đại nhất của Norman ở miền nam là Robert Guiscard đã mang quân đánh chiếm Benevento vào năm 1053. Ông giao lại nó cho vị bá chủ trên danh nghĩa của mình là Giáo hoàng, rồi một loạt người Lombard thứ yếu đã được Giáo hoàng bổ nhiệm vào vị trí này cho đến khi ông trao lại nó cho Guiscard vào năm 1078. Rồi cuối cùng cũng trả lại cho Giáo hoàng vào năm 1081, dù nhỏ nhưng thành phố vẫn còn là một thân vương quốc lớn vẫn quyết định đến việc cai quản các vấn đề Nam Ý cho các thế hệ mai sau. Chẳng có vị công tước hoặc thân vương nào được chỉ định sau đó.
Năm 1806, Napoleon sau khi chiếm Benevento đã phong cho Charles Maurice de Talleyrand nổi tiếng làm thân vương. Talleyrand giữ danh hiệu này cho đến năm 1815 và rất có tài năng trong việc quản lý công quốc bên cạnh các nhiệm vụ khác của ông. Benevento về sau bị Joachim Murat tái chiếm vào tháng 2 năm 1814 và đến Hội nghị Vienna thì mới trả lại cho Giáo hoàng.